# Кинеска филозофија
Кинеска филозофија развијала се кроз четири периода: класични, неодаоистички и будистички, неокофуцијански и савремени. У класичном периоду (6—3. век пре нове ере), главни концепти су се заснивали на појмовима дао (пут), де (врлина), жен (човекољубље), ји (исправност) и космичким елементима јин и јанг. Свака школа је имала своје виђење даоа, али најутицајније је било Конфуцијево и Лао Цеово. Према Конфуцијевом учењу, дао представља пут човека, древних краљева и мудраца и врлине. Лао Це дао види као пут природе. Његов концепт је био јединствен и касније је прерастао у посебан правац – даоизам. За све традиционалне школе, дао је поседовао два аспекта јин и јанг, дао у човеку је његова врлина, а највеће врлине, посебно према конфуцијанцима су човекољубље и исправност. Неки концепти били су етички, а други метафизички.
У неодаоистичком и будистичком периоду (3. век пре нове ере – 9. век), долази до радикалне промене ка строго метафизичким концептима. Удаљавајући се од Лао Цеовог дефинисања даоа као „непостојања“, неодаоисти постављају питање да ли је стварност постојање или непостојање, и да ли принцип (ли) у основи универзалан или посебан. Под њиховим утицајем, рани кинески будистички филозофи усмеравају се углавном на појмове постојања и непостојања. Будистичке школе пореклом из Индије биле су подељене у одговарајуће категорије; школе постојања и школе непостојања. Питање универзалности и посебности, или једног и мноштва, довело је до развоја истинских кинеских будистичких школа, које су се бавиле везом између принципа, који посматра све ствари као једно; и чињеница, које праве разлику између ствари.
У неокофуцијанском периоду (11—20. век), будизам и даоизам су утицали да конфуцијанизам преузме метафизичку и епистемолошку основу за своју етику. Два основна концепта неоконфуцијанства су природа и принцип – природа, поготово људска, пошто су се конфуцијанци примарно бавили човеком, а принцип – јер су одбили будистичку „празнину“ и даоистичко „непостојање“ као негативне и мистичне, замењујући их сопственим метафаизичким принципом – ритуалима (ли), позитивним, конкретним и рационалним законима који формирају универзум. Према највећем представнику неоконфуцијанства – Џу Сију, ли је принцип или форма која чини ствари таквима какве јесу. Људска природа је ли, који је универзалан за све људе. Заједно са универзалним ли, свака особа у себи има ћи – енергију, материјалну снагу која сваку особу чини јединственом. Ћи прикрива људску природу и урођену доброту; стога окривање закона људске природе и универзума уопште, за неоконфуцијанце представља пут до моралног понашања.
Занимљиво је напоменути да ова три периода представљају дијалектички покрет: главна тема класичног периода били су свакодевни проблеми, неодаостички и будистички су се бавили трансцеденталним, а неоконфуцијански се бавио синтезом два концепта.
Филозофија модерног периода (20. век) није преузела концепте ниједног претходног. Прошавши кроз фазу реконструкције традициноналне филозофије дошла је до усвајања марксистичког схватања. 20-их и 30-их година, превођени су Дарвинови и Спенсерови радови, поклања се пажња Шопенхауеровим, Ничеовим, Декартовим учењима, као додатак Платоновим, Кантовим и Хегеловим доктринама. Касније, Вајтхед, Ројс, Карнап и други постају истакнути као представници малих, али озбиљних група различитих схватања. Покрет је открио Кинезима нове фиолозофске погледе о метафизици, логици и епистомологији. Генерални приступ је био научни, позитивистички и прагматички. Од свих праваца у филозофији, у овом периоду најзаступљенији је био прагматизам чији је најзначајнији представник Ху Ши, вођа интелектуалне револуције 1917. У „Расправи науке и природе“ 20-их година, водећи кинески интелектуалци су расправљали о питању да ли наука може или не може да оформи основу филозофије живота, што је резултовало оштром паралелом између научног и метафизичког.
У Кини, данас, званична филозофија је марксизам. Марксизам се у Кини развијао од средњих 20-их година. До оснивања НРК 1949, прошао је фазе од Лењинизма до Маоизма. Званична филозофија не забрањује учење традиционалне кинеске филозофије, али је строго критикује. Од 1957, водиле су се бројне дебате и објављене су многе књиге и чланци. Једна од тема расправа фокусирана је на природу историје кинеске филозофије. Иако није било једногласности мишљења, „исправан“ став је да је историја кинеске филозофије део светске историје филозофије и као таква представља историју борбе између материјализма и идеализма. Сукоб између теорија о изворном добру и злом карактеру људске природе, супротности између принципа и материјалног, постојања и непостојања, именованог и постојећег су доказ непрестане борбе два правца.

## Конфуцијанство
Конфуцијанска школа се развијала у Кини, а њен оснивач био је Конфучије (пинјин: kǒngzǐ , поједностављени кинески: 孔子). Ова школа је још била позната под именом Ју школа и бавила се изучавањем Шест класичних дела које су чиниле: Књига промена, Књига ода, Књига о историји, Ритуали, Музика и Анали пролећа и јесени. Услед велике повезаности Конфуцијанске школе са Шест дела, често се веровало је њихов аутор био сам Конфуције, међутим ова дела постојала су много пре њега и представљала су културну баштину. Идеја Конфуција је била да створи школу где ће људи моћи да се школују у напредују тако да једног дана буду корисни држави и друштву. Ширио је идеју да он није зачетник предавања, већ да је он њихов преносилац. Суштина његових предавања се може обухватити реченицом: „Немој имати покверене мисли“. Његови следбеници су се држали овог предања и наставили да га преносе и после Конфучија. Пошто су они уједно били и стручњаци за Шест класичних дела, Конфуцијанска школа је још била позната као Школа литерата.
Основно начело Конфуцијанске школе било је потпуно учење које је свако морао да постигне. Уколико би човек савладао шест основних племенитих вештина он је био племенит човек тј Ђунци （пинјин: jūnzǐ , поједностављени кинески: 君子）. Људе је делио на Ђунци и на Сијаожен （пинјин: xiǎorén, поједностављени кинески: 小人）који нису могли да достигну ову врсту учења. Шест вештина су биле музика, ритуал, писање, рачунање, вожња запрежних кола и стреличарство, и након савладавања истих, човек у потпуности култивише своје тело, личност и дух. Образовањем се стичу четири ствари:
1. Ученост
2. Пракса
3. Искреност
4. Праведност
Конфуцијанска школа се такође залагала за теорију „делање ни због чега“. По конфуцијанству, човек не може да се бави ни са чим, јер за сваку особу постоји несто шта треба да чини. Ово учење је заступао и Конфуције. Он је чинио све да реформише свет и без обзира на то што није знао да ли ће успети, није био разочаран. Веровао је да исход догађаја може одредити само Минг, јер је по његовом мишљењу Минг био скуп предстојећих услова и сила целог свемира. Спознати Минг, значило је признати неминовност света и тако занемарити спољашњи успех или неуспех. Резултат тога је ослобођење од страха . Конфуције каже: „Мудри људи су слободни од сумњи, врли од зебње, храбри од страха”.
Конфуцијанска школа је имала веома велики значај у Кини, после Конфуцијеве смрти, он је почео да се сматра најбољим учитељем. Како се време мењало, међутим, тако су се мењала и мишљења, те време глорификације није трајало дуго.

## Даоизам
Даоизам је настао сабирањем доприноса народа који су живели на тлу Кине и у себи садржи умећа шамана, алхемичара, филозофију различитих школа мишљења, веровања у богове, демоне, духове, бајање помоћу магичних цртежа, религијске заповести и организације унутар храма.
Постојале су три главне фазе даоизма. Идеје Ђанг Чуа представљају прву, оне које су изражене у већем делу књиге Лао Це представљају другу фазу, а оне изражене у већем делу књиге Џуанг Ци предстаљају трећу и последњу. Каже се у већем делу, јер се у књизи Лао Це могу наћи идеје које представљају прву и трећу фазу, а у књизи Џуанг Ци идеје прве и друге фазе. Ове две књиге су збирке даоистичких списа и изрека које су разне личности саставиле у разна времена, а не јединствено дело једне особе.
Полазна тачка даоистичке филозофије јесте очување живота и избегавање повреде. Ђанг Чуова метода да се то постигне јесте бежање. То је метода бежања из друштва у планине и шуме. Чинећи то, човек мисли да може избећи зла људског света. Међутим, ствари су толико сложене, да без обзира колико се човек крио, увек постоји зло које се не може избећи. Стога ова метода бежања не вреди увек. Идеје изражене у већем делу књиге Лао Це представљају покушај откривања закона на којима се заснивају промене ствари у свету. Ствари се мењају, али закони на којима се заснивају промене остају непроменљиви. Ако човек разуме те законе и своје чинове подешава у складу са њима, онда може све да окрене у своју корист. То је друга фаза у развоја даоизма. У већем делу књиге Џуанг Ци јављају се концепти изједначавања живота са смрћу и истоветности човековог ја са другима. То значи сагледати живот и смрт, себе и друге са једног вишег становишта. На тај начин човек може да превазиђе постојећи свет. То је, такође, један облик бежања, међутим, не из друштва у планине и шуме, већ пре из овог у други свет. То је трећа фаза развоја даоизма древних времена. Може да се каже да су први даоисти били себични, развојем та себичност се преокренула и сама себе уништила.

### Прва фаза даоизма
Даоисти су, вероватно, првобитно живели далеко од других људи, у свету природе. На тај начин су покушали да развију мисаони систем који би дао смисао њиховом поступку. Ђанг Чу је био најранији истакнути поборник тога.
Две основне идеје Ђанг Чуа су биле: „Свако за себе“ и „презирање ствари, а цењење живота“.

### Друга фаза даоизма
Лао Це је поучавао да људи треба да живе у складу са природом. Истицао је важност једноставности живота. Није се слагао са Конфуцијевим уверењем да су најважнији снажна породица и држава.
Пре него што је Лао Це употребио реч дао у својој филозофији, она је увелико била присутна у језику онога времена. Њено основно значење је „ићи празним, отвореним делом пута.“ Касније су јој придодата продужена значења „водити“, „говорити“, „закон“. Данас се дао најчешће преводи као: пут, разлог, закон, апсолут, бог, логос, принцип, дискурс, почело...
Лао Це говори о ономе што се не може именовати. Оно што се не може именовати сасвим непобитно почива изван облика и одлика. Дао јесте концепт ове врсте.

### Трећа фаза даоизма
Џуанг Ци је можда највећи међу раним даоистима. О његовом животу се мало зна. Родом је из државе Менг, на граници данашњих провинција Шандунг и Хенан. Живео пустињачким животом, али је ипак био славан по својим идејама и списима.
Џуанг Ци и Џуанг Ци
Књига која носи његово име и која се њему приписује, збирка је разнородних есеј, анегдота, парабола, поетско обојених записа, филозофских дијалога. Садашња верзија ове књиге сачињена је на основу издања које је приредио Гуо Сјанг, представник тзв. „треће фазе“ наука о скривеном (сјуен сјуе). То је, заправо, збирка различитих даоистичких списа, од којих неки представљају прву, неки другу а неки трећу фазу развоја даоизма. Само поглавља која представљају мисао те треће, врхунске фазе, могу се с правом назвати филозофијом самог Џуанг Ција, иако није извесно да ли их је он написао у целости.

## Натурализам

### Порекло
Натуралисти, или јин јанг школа (пинјин: Yīnyáng jiā; поједностављени кинески: 阴阳家), која је заступала теорију узајамног утицаја природе и човека,
потекла је од окултиста. Они су били упражњивачи окултних, или магијских вештина: астрологија, календари, пет елемената, предсказивање помоћу хајдучке траве и пророчких костију, гатање, систем форми фенг шуи (ветар и вода).
У древној Кини постојала су два смера мисли која су покушавала да тумаче структуру и настанак свемира на основу деловања природних сила. Један се налази у списима Јин Јанг школе (Велика норма и Месечне заповести), а други у „Додацима“ Књиге промена. Касније су се ова два смера мисли помешала и заједно сачињавају Јин Јанг школу. Цоу Јан (пинјин: Zōu Yǎn; поједностављени кинески: 邹衍) је оснивач ове школе мишљења.

### Пет елемената
У Месечним заповестима наглашава се важност Пет елемената (пинјин: wǔ xíng; поједностављени кинески: 五行), пет динамичних сила које узајамно делују. Они представљају пет укрштених путева којима све иде по законима природе. То су вода, ватра, дрво, метал, земља. Пет елемената стварају један други и спутавају један други по утврђеном редоследу. Редослед годишњих доба је усклађен са овим процесом узајамном стварања елемената. Тако дрво, које доминира пролећем, ствара ватру која доминира летом. Ватра ствара земљу, које доминира „средином“. Земља ствара метал, који доминира јесени. Метал ствара воду, која доминира зимом. Вода опет ствара дрво, које доминира пролећем. Претерано деловање једног елемента над другим је нарушавање устаљеног космичког поретка. Цео свет посматран је као један механизам, ако се један део поквари, мора утицати на други део. Званична царева титула је гласила „Цар по (Пуномоћству) Неба и у складу са кретањима (Пет сила)“.

### Месечеве заповести
Школа Јин Јанг је тврдила да су природне појаве у тесној вези са људским понашањем. Тако рђаво понашање владара има за последицу појаву ненормалних природних појава, које представљају упозорења Неба владару. Месечне заповести представљају мали календар који владару и људима казује шта треба да чине из месеца у месец како би одржали хармонију са природним силама. Владарова достојанственост доносила је кишу, правичност, сунце у право време. Његова интелигенција доносила је топлоту, мудрост, ветар у право време, промишљеност, хладноћу у право време. Владарово лудило доносило је непрестану кишу, његова дрскост непрестано сунце, брзоплетост непрестану хладноћу, а незнање непрестани ветар.

### Јин Јанг, Књига промена
Јин и Јанг су темељ старе кинеске филозофије (вероватно узела своју коначну форму током трећег века пре нове ере). Теорија о јину и јангу тумачла је настанак света.
Јин и јанг представљају слику осунчане и тамне стране планине. Јин и Јанг су две основне космичке силе; Јин је женски, тамни, влажни, мек, пасивни принцип, док је Јанг мушки, светао, сув, тврд, активни принцип. Све појаве у свемиру настају узајамном интеракцијом ова два основна начела.
Теорија Јина и Јанга углавном се повезивала са Књигом промена. Ова књига првобитно је коришћена за прорицање судбине. Корпус ове књиге састоји се од осам триграма, од којих сваки симболише извесне ствари у свемиру. Сваки од њих је састављен од комбинација три прекинуте или целе црте које представљају небо, човека и земљу. Комбинацијом било која два од ових триграма у дијаграме добија се шездесет четири хексаграма. Сваки од ових хексаграма носи опис и симболично значење.
У „Додацима“ Књиге промена анонимни писци наглашавају идеју броја. Јин јанг школа заступала је веровање да се тајна свемира може наћи у бројевима, стога су покушали да помоћу бројева повежу Пет елемената са Јином и Јангом. У триграмима целе црте представљају Јанг, а прекинуте Јин. Триграми који симболишу Небо и Земљу у потпуности су састављени од целих односно прекинутих црта. Број Неба (тј. Јанга) је непаран, један, а број Земље (тј. Јина) је паран, два. Осталих шест триграма настају спајаљем главна два. Овај процес комбиновања триграма Неба и Земње графички симболише процес спајања Јина и Јанга којим настају све ствари на свету.

## Моцизам
Моцизам је филозофска школа чији је оснивач Мо Ци (пинјин: Mòzǐ; поједностављени кинески: 墨子).
Мо Ци и његови следбеници потекли су од витезова-луталица. Моцисти су првобитно сачињавали строго дисциплиновану организацију способну за војну акцију.
Мо Ци и моцисти критиковли су традиционалне институције и били су противници конфуцијанске филозофије.

### Свеобухватна љубав
Средишњи концепт Мо Цијеве филозофије је идеја свеобухватне љубави. Проповедао је учење да свако у свету треба да воли све друге подједнако и без дискриминације. Љубав стоји у темељу односа између човека и неба, универзума. Љубав је суштина бића. Мо Ци о љубави говори као о бескрајној, небеској, божанској. Мо Ци каже: „Љуби човека, чини добро људима и следи наклоност неба.“ Мо Ци, употребљавајући утилитаристички аргумент, доказује да је начело свеобухватне љубави апсолутно исправно.

### Воља неба
Мо Ци, да би навео људе да упражњавају начело свеобухватне љубави, уводи известан број религиозних и политичких санкција. Тако, у књизи „Мо Ци“ постоје поглавља о „Вољи Неба“ и „Доказ постојања духова“. У њима наводи да Бог постоји, да воли људски род и да је његова воља да се сви узајамно воле. Он стално надзире делатност људи, а норочито делатности владара над људима. Он несрећама кажњава особе које не послушају његову вољу, а награђује срећом оне који се повинују. Осим Бога, постоје и бројни мањи духови који такође награђују људе што упражњавају свеобухватну љубав а кажњавају оне који то не раде. Мо Цијево доказивање постојања духова обављено је пре свега да би могао увести религиозну санкцију за своје учење о свеобухватној љубави, а не из неког занимања за натприродно.

## Логичари
„Школа Логичари“ или „Школа Имена“ (пинјин: Míngjiā, поједностављени кинески: 名家) била је школа кинеске филозофије која је настала из Мохистичке школе током периода Зараћених држава (479.–221. п. н. е.). Такође је позната под именом „Школа Форми и Имена“ (пинјин: Xíngmíngjiā, поједностављени кинески: 形名家)
Постоје два извора из којих се ова школа развила - Конфуцијанство и Мохизам. Легализам и Даоизам су такође имали утицај на ову школу.
Логичари су се бавили односом имена на стварност. Расправљали су о проблемима као што су постојање, релативност, свемир, време, квалитет и узрок. Ово је била једина кинеска филозофска школа која се примарно бавила логичким и епистемолошким проблемима. Сматрали су да су настали од официра који су се бринули за ранг, позицију на двору и за церемоније које су омогућиле ту позицију.
За филозофију Логичара се каже да има паралела са грчким Софистима, иако ова школа није имала велику важност у традиционалним кинеским студијама и њен утицај је био веома ограничен.
Два најважнија представника ове школе су Хуеј Шуеј (око 380.–305. п. н. е.) и Гунгсуен Лунг (око 380. п. н. е.).

## Агрикултуристи
Агрикултурализам (пинјин: Nóngjiā, поједностављени кинески: 农家), познат и као „Школа Аграрианизма“, „Школа Агрономиста“ и као „Школа Орача“, је школа кинеске филозофије која подржавала утопијски комунализам и егалитаријанизам сељака.
Агрикултуралисти су веровали да би кинеско друштво требало да се уреди по узору на Шеннонга. Подржавали су ратарство и агрикултуру, обучавали су људе разним култивационим техникама, пошто су веровали да је развој пољопривреде кључ стабилног и напредног друштва.
Агрикултурализам примарно је била социјална, економска и политичка филозофија. Ова филозофија се заснива на чињеници да се људско друштво развило са развитком пољопривреде и да се друштва заснивају на „природној људској склоности ка обрађивању земље“.
Концепти који се оригинално повезују са агрикултурализмом су имали утицај и на Конфуцијанство, Легализам и на кинеску филозофију као целину. Агрикултурализам је знатно утицао на кинеску мисао и на њега се гледа као на срж кинеског идентитета.
Агрикултурализам је био потиснут током владавине династије Ћинг и већина оригиналних текстова је изгубљена.

## Легализам
Легализам (пинјин: fǎjiā, поједностављени кинески: 法家) је поред конфуцијанства, даоизма и моцизма, један од четири главне филозофске школе у Периоду Пролећа и Јесени и у Периоду Зараћених држава (770—221. п. н. е.). Утицајем тадашњих филозофа Шанга Јанга, Ли Сија и Хан Феи Ција, формирана је идеолошка основа за успостављање прве кинеске династије, Ћин (221—207. п. н. е.).
Легалисти су сматрали да владар мора владати својим поданицима на основу три начела:
1. Фа (пинјин: fǎ, поједностављени кинески: 法; дословно „закон, начело“): Закони морају бити писани и објављени. Све особе испод владара су једнаке пред законом. Закони морају наградити оне који их поштују и казнити оне који их покушавају преварити. Поред тога, важно је да државом управља правни систем, а не владар. Ако се закони успешно примењују, чак ће и слаб владар бити јак.
2. Шу (пинјин: shù, поједностављени кинески: 術; дословно „метода, умеће“): Владар мора користи посебне тактике како нико други не би преузео надзор над државом. Посебно је битно да нико не може схватити владарове мотиве, како не би могао да зна каквим поступањем може напредовати под његовом владавином.
3. Ши (пинјин: shì, поједностављени кинески: 勢; дословно „легитимитет, власт“): Позиција владара, а не сам владар, држи власт. Зато је за правог владара нужно да познаје чињенице и буде у току са дешавањима.
Легалисти су веровали да политичке институције треба да буду обликоване као одговор на природно људско понашање. Људска бића су сматрана као себична сама по себи и „кратковида“. Према томе, друштвена хармонија не може бити осигурана једноставном проценом одлика владара од стране народа, него искључиво оштром државном контролом и успостављањем апсолутне послушности. Легалисти су одржавали државно уређење системом закона који су строго одређивали казне и награде за одређена понашања. Усмеравали су кретања људског деловања у циљу увећавања владареве власти. Брутално спровођење овакве политике од стране владајуће династије Ћин, довело је до свргавања династије и слабљења легалистичке филозофије у Кини.

## Узор човечности
Реч женвен која дословно значи узор човечности, али чије је стварно значење хуманизам и хуманистичке науке-настала је врло рано. Поштовање човечности и човечанства је у средишту кинеског хуманзима. У Класичној књизи докумената каже се: „Небо и земља су отац и мати свих створења а човечанство је најобдареније од свих створених бића.” Човечанство заједно са Дао-ом, небом и земљом чини четврти елемент универзума. Човечанство се у кинеском систему мишљења заузима истакнуто место, исто као небо и земља, јин и јанг, богови и духови и пет фаза. У својој дефиницији човечан пионирски речник династије Хан „Објашњење једноставних графема и анализа сложених карактера” тумачи људско биће као нешто што је најплементије што су створили небо и земља. У древним кинеским списима наилазимо мноштво исказа о односу између богова и људи. Везано за ову тему истиче се мисао: „Небо осјећа самилост према људима. Све што људи пожеле оно ће испунити.”
Иако је Кина имала и религију и теологију, оне никада нису заузимале онај положај какав су имале у Европи. Кина није имала државну религију, ни папу, ни иквизицију. Иако су неки видови кинеске литературе и уметности блиско повезани са религијом, религиозне теме немају онакав значај какав су имале у Европи. Кинеска култура ставља човечанство на прво место и људске односе сматра важнијим од односа између људи и духова.

## Поштовање врлине и одговорности према групи

### Поштовање врлине
Поштовање интегритета и моралног усавршавања, наглашавање моралних особина које људе чини оним што јесу, и усавршавање моралног карактера јесу својства моралне свести, значајне карактеристике кинеске културе. Морална свест се врло рано појавила у Кини. За поједница су поштовање врлине и морално усавршавање међусобно повезани. У старо доба, морални и образовани људи сматрани су мударацима. Човек је срце кинеске културе а мудраци су били срце народа. Древни Кинези су сматрали да помоћу врлине и личног усавршавања „сваки човек може постати Јао или Шун” (Менгци). Човек се не рађа као мудрац, већ мудрост постиже улагањем сопствених напора. Лично усавршавање не може се одвојити од друштвене стварности, захтјева борбу и превладавање.
Мислиоци школе лисјуе лично усавршавање доживљавају као средство очувања поретка у свету. Они су истицали обавезу да се влада помоћу врлине.

### Одговорност према групи
Одговорност према групи значи стављање појединца изнад поједница и стављање напредовања групе изнад напредовања појединца. То је суштинска вредност кинеског народа. Група о којој је реч може бити мала као што је породица, или велика, као што је држава или народ. Појединац је мало „ја”, а група је велико „ми”, заједница. Схватање према коме је све што постоји у држави одговорно за опште добро представља централни и истакнути елемент културе.
Други аспект одговорности према групи јесте уверење да је живети у групи срећа и да је стварање одржавање групе врлина. Сјун Ци је наговестио како је живљење у заједници сама суштина људског живота. Он је сматрао да је само добро уређен и моралан живот у складу са космичким принципом.

## Појмови јин и јанг
Јанг првобитно значи ка Сунцу а јин од Сунца. Стога се јужна падина планине називала јанг, а северна јин. Затим је проширењем значења предњи део ствари назван јанг, а њихов задњи део јин. Древни кинески филозофи су помоћу појмова јин и јанг описивали супротне или комплементарне парове.
Двојство јин-јанг настало је релативно рано и налази се у више древних текстова. Сматра се да сваки пар, небо и земља, Сунце и Месец, дан и ноћ, парно и непарно, одвојеност и јединоство, послушност и непослушност, може бити подведен под систем јин и јанг. Када се елементи јин и јанг смењују стање реда и хармоније се сматра добрим, а стање нереда и дисхармоније сматра се рђавим предзнаком. Када се споје њихове врлине, чврсте и меке линије стварају солидну форму. Помоћу њих бројеви неба и земље добијају облик и остварују своје божанске и узвишене врлине. У самој ствари јин и јанг значе само напред и назад.

### Женски и мушки принцип
Јин представља тамни елемент, пасивност, негативност, повезаност са ноћи, слабост, женску страну. Такође, јин је често симбол и за земљу и воду.
Јанг представља светлу страну, активност, топлину, позитивност, повезаност са даном, мушкост. Јанг представља ваздух и ватру.
Која ствар представља јин а која јанг увијек ће зависити од њене подударне супротности.

### Супротне силе организма
Човек који је доброг здравља поседује равнотежу свог јина и јанга, а уколико једна од сила доминира то резултира лошим здраљем. Управо, ово је један од основа акупунктуре. Акупунктурна терапија се заправо заснива на томе да су органи класификовани у парове који размењују позитивне и негативне енергије а акупунктуриста има задатак да потпомогне такозвану размену утицаја.

### Восак и пламен
Најбитније правило којим су се кинески лекари водили а које се данас заборавља јеста да је човек целина тела, ума и душе а све је то под утицајем јина и јанга. Често се говори да јин и јанг можемо упоредити са свећом, где восак презентује јин а пламен јанг душу. Они не могу једно без другог јер када восак нестане тада нема ни пламена.

### Тумачење медицине кроз јин-јанг теорију
Најстарији списи који помињу примену филозофије јин и јанга у медицини су пронађени у гробницама кинеске владарске династије Хан, где су јин и јанг наведени као два од од укупно осам принципа класичне кинеске медицине. Ови принципи су оновременом „лекару” омогућавали да боље сагледају и разумију болест. Осталих шест принципа супротности су:
- топлота и хладноћа
- унутрашњост и спољашност
- мањкавост и претеривање

## Холистичко мишљење
Холистички начин мишљења изискује да се истинска природа сваке ствари схвата на основу целине. Слично, односи између ствари и правила која руководе променама у тим односима треба схватати из угла целине. У кинеској култури постоје многи примери холистичког мишљења. У кинеској медицини, на пример, људско тело се схвата као органска целина. Иако болест погађа појединачне делове тела, лечење мора обухватитит читаво тело. Стварање и процена кинеске уметности, такође наглашавају разумевање целине. Захтев да онај који слика бамбус пре тога мора предмет свог сликања имати у срцу, добра је илустрација овог примјера.
Традиционално научно мишљење у Кини углавном се заснивало на холистичком приступу. Кинеска филозофија природе, на пример, заснива се на појмовима јин и јан и појму Пет еволутивних фаза. Пет еволутивних фаза, познате као пет елемената или пет агенаса представљају пет материјала од дрвета, ватре, воде, земље и ваздуха. Полазећи од ових холистичких појмова и од представе према којој се ствари налазе у стању међусобног сазвучја, кинески научници су проучавали природне појаве и дали велики допринос астрономији, медицини, хемији, геологији, физици и биологији. Овај тип мишљења назван је различито. Називан је различито, а најчешће координативно мишљење.

## Хармонија и средина

### Средина
Израз џуанг, зависно од контекста, преводимо као умереност, средина и уравнотеженост. Он је првобитно значио само средину или центар. Проширењем он значи и исправно, поштено и прикладно понашање. Држати се средине значи наћи тачку равнотеже, не претеривати. Ако је човекк поштен и праведан, разуман и разборит, све ће му ићи од руке.

### Хармонија
Хе, хармонија, првобитно се односило само на музичку хармонију, али је ова реч проширењем значењем обухватила социјалну хармонију, пријатељство, слогу, добро расположење, мир, генијалност, доброћудност и умереност. У традиционалној кинеској мисли, хармонија (хе) и слога (тунг) представљају два различита појма. Према Аналектима 13/23, „узвишени људи у хармонији, али нису у слози.”
Средина и хармонија сачињавају суштину кинеске културе. Средина и норма су такође норма за владање, стандард и норма за људско понашање. Да би остварио прикладно понашање, човек треба да споји културу и природу, а ове ствари требају бити спојене како доликује.